# Machaerium cuzcoense
Machaerium cuzcoense är en ärtväxtart som beskrevs av Velva Elaine Rudd. Machaerium cuzcoense ingår i släktet Machaerium och familjen ärtväxter. Inga underarter finns listade i Catalogue of Life.